# Penstemon australis
Penstemon australis är en grobladsväxtart som beskrevs av John Kunkel Small. Penstemon australis ingår i släktet penstemoner, och familjen grobladsväxter. Utöver nominatformen finns också underarten P. a. australis.